# Bryocodia
Bryocodia is een geslacht van vlinders van de familie Uilen (Noctuidae), uit de onderfamilie Acontiinae.

## Soorten
- B. altina Jones, 1914
- B. castrena Jones, 1914
- B. cryptogramma Kaye, 1922
- B. chlorotica Jones, 1914
- B. hilaris Jones, 1914
- B. lepidula Grote, 1874
- B. mediana Schaus, 1904
- B. paulina Jones, 1921
- B. pictula Schaus, 1894
- B. poasina Schaus, 1911
- B. saniva Schaus, 1911